# Шахид, Абдулла
Абдулла Шахид (мальд. ޢަބްދުﷲ ޝާހިދު, род. 26 мая 1962) ― мальдивский дипломат, политический и государственный деятель, министр иностранных дел Мальдивской Республики. 76-й Председатель Генеральной Ассамблеи Организации Объединённых Наций.

## Биография
Абдулла Шахид родился в Мале, Мальдивская Республика. Окончил Университет Канберры, где получил степень бакалавра по специальности «Политология и государственное управление» и Школу права и дипломатии им. Флетчера Университета Тафтса, где получил степень магистра международных отношений.
Начал профессиональную карьеру в 1983 году сотрудником дипломатической службы.
С 1993 года занимал должность директора по международным делам Министерства иностранных дел.
В 1995 году назначен исполнительным секретарём (руководителем аппарата) президента Мальдивской Республики.
В 2005 году Шахид назначен государственным министром иностранных дел, а в 2007 году впервые стал министром иностранных дел.
В 2009 году стал первым в истории демократически избранным спикером Народного меджлиса. Во время работы спикером Шахид с 2013 по 2014 год занимал должность председателя конференции спикеров и парламентариев Ассоциации регионального сотрудничества стран Южной Азии.
В 2018 году назначен на должность Министра иностранных дел Мальдивской Республики.

## Работа в Парламенте
С 1994 по 2018 годы Шахид в течение пяти сроков подряд был членом парламента.
Являясь одним из ведущих представителей Мальдивской демократической партии, активно выступал за политические и судебные реформы. Будучи председателем Комитета по иностранным делам партии, а также коалиции Объединённой оппозиции, он сыграл ключевую роль в мобилизации международных действий против несправедливости, коррупции и нарушений прав человека на Мальдивских Островах.

## Работа в МИДе
Во время своего первого пребывания на посту министра выступал за правозащитный подход к проблеме изменения климата, направив в Управление Верховного комиссара Организации Объединённых Наций по правам человека представление в соответствии с резолюцией 7/23 Совета по правам человека, озаглавленной «Права человека и изменение климата». Он обратил внимание на прямое и косвенное воздействие изменения климата на осуществление широкого спектра прав человека, что оживило дискуссию на эту тему и высветило многогранные последствия изменения климата.
После того, как Шахид был во второй раз назначен на пост министра иностранных дел, добился гендерного паритета среди глав дипломатических представительств своей страны, а также среди сотрудников её дипломатической службы.
В 2019 году с официальным визитом посетил Российскую Федерацию, где подписал с министром Сергеем Лавровым соглашение между Мальдивами и Россией об отмене визовых ограничений.
Благодаря лоббистским усилиям, предпринятым Шахидом, Мальдивские Острова выиграли право на проведение у себя в 2023 году Игр островов Индийского океана.

## Работа в ООН
На 76-й сессии Генеральной Ассамблеи ООН в Нью-Йорке 7 июня 2021 года Абдулла Шахид был избран председателем Генеральной Ассамблеи ООН. Вступил в должность 14 сентября 2021 года.
На 11-й чрезвычайной специальной сессии Генеральной Ассамблеи ООН, выступил с резкой критикой России, в связи с её военным вторжением на Украину, отметив, что военная операция, начатая Россией, нарушает территориальную целостность и суверенитет Украины.